# Casella d'escapament
|   | a | b | c | d | e | f | g | h |   |
| 8 | e8 negres torre · d6 black cross · f6 black cross · d5 black cross · e5 blanques rei · f5 black cross · d4 black cross · f4 black cross | e8 negres torre · d6 black cross · f6 black cross · d5 black cross · e5 blanques rei · f5 black cross · d4 black cross · f4 black cross | e8 negres torre · d6 black cross · f6 black cross · d5 black cross · e5 blanques rei · f5 black cross · d4 black cross · f4 black cross | e8 negres torre · d6 black cross · f6 black cross · d5 black cross · e5 blanques rei · f5 black cross · d4 black cross · f4 black cross | e8 negres torre · d6 black cross · f6 black cross · d5 black cross · e5 blanques rei · f5 black cross · d4 black cross · f4 black cross | e8 negres torre · d6 black cross · f6 black cross · d5 black cross · e5 blanques rei · f5 black cross · d4 black cross · f4 black cross | e8 negres torre · d6 black cross · f6 black cross · d5 black cross · e5 blanques rei · f5 black cross · d4 black cross · f4 black cross | e8 negres torre · d6 black cross · f6 black cross · d5 black cross · e5 blanques rei · f5 black cross · d4 black cross · f4 black cross | 8 |
| 7 | e8 negres torre · d6 black cross · f6 black cross · d5 black cross · e5 blanques rei · f5 black cross · d4 black cross · f4 black cross | e8 negres torre · d6 black cross · f6 black cross · d5 black cross · e5 blanques rei · f5 black cross · d4 black cross · f4 black cross | e8 negres torre · d6 black cross · f6 black cross · d5 black cross · e5 blanques rei · f5 black cross · d4 black cross · f4 black cross | e8 negres torre · d6 black cross · f6 black cross · d5 black cross · e5 blanques rei · f5 black cross · d4 black cross · f4 black cross | e8 negres torre · d6 black cross · f6 black cross · d5 black cross · e5 blanques rei · f5 black cross · d4 black cross · f4 black cross | e8 negres torre · d6 black cross · f6 black cross · d5 black cross · e5 blanques rei · f5 black cross · d4 black cross · f4 black cross | e8 negres torre · d6 black cross · f6 black cross · d5 black cross · e5 blanques rei · f5 black cross · d4 black cross · f4 black cross | e8 negres torre · d6 black cross · f6 black cross · d5 black cross · e5 blanques rei · f5 black cross · d4 black cross · f4 black cross | 7 |
| 6 | e8 negres torre · d6 black cross · f6 black cross · d5 black cross · e5 blanques rei · f5 black cross · d4 black cross · f4 black cross | e8 negres torre · d6 black cross · f6 black cross · d5 black cross · e5 blanques rei · f5 black cross · d4 black cross · f4 black cross | e8 negres torre · d6 black cross · f6 black cross · d5 black cross · e5 blanques rei · f5 black cross · d4 black cross · f4 black cross | e8 negres torre · d6 black cross · f6 black cross · d5 black cross · e5 blanques rei · f5 black cross · d4 black cross · f4 black cross | e8 negres torre · d6 black cross · f6 black cross · d5 black cross · e5 blanques rei · f5 black cross · d4 black cross · f4 black cross | e8 negres torre · d6 black cross · f6 black cross · d5 black cross · e5 blanques rei · f5 black cross · d4 black cross · f4 black cross | e8 negres torre · d6 black cross · f6 black cross · d5 black cross · e5 blanques rei · f5 black cross · d4 black cross · f4 black cross | e8 negres torre · d6 black cross · f6 black cross · d5 black cross · e5 blanques rei · f5 black cross · d4 black cross · f4 black cross | 6 |
| 5 | e8 negres torre · d6 black cross · f6 black cross · d5 black cross · e5 blanques rei · f5 black cross · d4 black cross · f4 black cross | e8 negres torre · d6 black cross · f6 black cross · d5 black cross · e5 blanques rei · f5 black cross · d4 black cross · f4 black cross | e8 negres torre · d6 black cross · f6 black cross · d5 black cross · e5 blanques rei · f5 black cross · d4 black cross · f4 black cross | e8 negres torre · d6 black cross · f6 black cross · d5 black cross · e5 blanques rei · f5 black cross · d4 black cross · f4 black cross | e8 negres torre · d6 black cross · f6 black cross · d5 black cross · e5 blanques rei · f5 black cross · d4 black cross · f4 black cross | e8 negres torre · d6 black cross · f6 black cross · d5 black cross · e5 blanques rei · f5 black cross · d4 black cross · f4 black cross | e8 negres torre · d6 black cross · f6 black cross · d5 black cross · e5 blanques rei · f5 black cross · d4 black cross · f4 black cross | e8 negres torre · d6 black cross · f6 black cross · d5 black cross · e5 blanques rei · f5 black cross · d4 black cross · f4 black cross | 5 |
| 4 | e8 negres torre · d6 black cross · f6 black cross · d5 black cross · e5 blanques rei · f5 black cross · d4 black cross · f4 black cross | e8 negres torre · d6 black cross · f6 black cross · d5 black cross · e5 blanques rei · f5 black cross · d4 black cross · f4 black cross | e8 negres torre · d6 black cross · f6 black cross · d5 black cross · e5 blanques rei · f5 black cross · d4 black cross · f4 black cross | e8 negres torre · d6 black cross · f6 black cross · d5 black cross · e5 blanques rei · f5 black cross · d4 black cross · f4 black cross | e8 negres torre · d6 black cross · f6 black cross · d5 black cross · e5 blanques rei · f5 black cross · d4 black cross · f4 black cross | e8 negres torre · d6 black cross · f6 black cross · d5 black cross · e5 blanques rei · f5 black cross · d4 black cross · f4 black cross | e8 negres torre · d6 black cross · f6 black cross · d5 black cross · e5 blanques rei · f5 black cross · d4 black cross · f4 black cross | e8 negres torre · d6 black cross · f6 black cross · d5 black cross · e5 blanques rei · f5 black cross · d4 black cross · f4 black cross | 4 |
| 3 | e8 negres torre · d6 black cross · f6 black cross · d5 black cross · e5 blanques rei · f5 black cross · d4 black cross · f4 black cross | e8 negres torre · d6 black cross · f6 black cross · d5 black cross · e5 blanques rei · f5 black cross · d4 black cross · f4 black cross | e8 negres torre · d6 black cross · f6 black cross · d5 black cross · e5 blanques rei · f5 black cross · d4 black cross · f4 black cross | e8 negres torre · d6 black cross · f6 black cross · d5 black cross · e5 blanques rei · f5 black cross · d4 black cross · f4 black cross | e8 negres torre · d6 black cross · f6 black cross · d5 black cross · e5 blanques rei · f5 black cross · d4 black cross · f4 black cross | e8 negres torre · d6 black cross · f6 black cross · d5 black cross · e5 blanques rei · f5 black cross · d4 black cross · f4 black cross | e8 negres torre · d6 black cross · f6 black cross · d5 black cross · e5 blanques rei · f5 black cross · d4 black cross · f4 black cross | e8 negres torre · d6 black cross · f6 black cross · d5 black cross · e5 blanques rei · f5 black cross · d4 black cross · f4 black cross | 3 |
| 2 | e8 negres torre · d6 black cross · f6 black cross · d5 black cross · e5 blanques rei · f5 black cross · d4 black cross · f4 black cross | e8 negres torre · d6 black cross · f6 black cross · d5 black cross · e5 blanques rei · f5 black cross · d4 black cross · f4 black cross | e8 negres torre · d6 black cross · f6 black cross · d5 black cross · e5 blanques rei · f5 black cross · d4 black cross · f4 black cross | e8 negres torre · d6 black cross · f6 black cross · d5 black cross · e5 blanques rei · f5 black cross · d4 black cross · f4 black cross | e8 negres torre · d6 black cross · f6 black cross · d5 black cross · e5 blanques rei · f5 black cross · d4 black cross · f4 black cross | e8 negres torre · d6 black cross · f6 black cross · d5 black cross · e5 blanques rei · f5 black cross · d4 black cross · f4 black cross | e8 negres torre · d6 black cross · f6 black cross · d5 black cross · e5 blanques rei · f5 black cross · d4 black cross · f4 black cross | e8 negres torre · d6 black cross · f6 black cross · d5 black cross · e5 blanques rei · f5 black cross · d4 black cross · f4 black cross | 2 |
| 1 | e8 negres torre · d6 black cross · f6 black cross · d5 black cross · e5 blanques rei · f5 black cross · d4 black cross · f4 black cross | e8 negres torre · d6 black cross · f6 black cross · d5 black cross · e5 blanques rei · f5 black cross · d4 black cross · f4 black cross | e8 negres torre · d6 black cross · f6 black cross · d5 black cross · e5 blanques rei · f5 black cross · d4 black cross · f4 black cross | e8 negres torre · d6 black cross · f6 black cross · d5 black cross · e5 blanques rei · f5 black cross · d4 black cross · f4 black cross | e8 negres torre · d6 black cross · f6 black cross · d5 black cross · e5 blanques rei · f5 black cross · d4 black cross · f4 black cross | e8 negres torre · d6 black cross · f6 black cross · d5 black cross · e5 blanques rei · f5 black cross · d4 black cross · f4 black cross | e8 negres torre · d6 black cross · f6 black cross · d5 black cross · e5 blanques rei · f5 black cross · d4 black cross · f4 black cross | e8 negres torre · d6 black cross · f6 black cross · d5 black cross · e5 blanques rei · f5 black cross · d4 black cross · f4 black cross | 1 |
|   | a | b | c | d | e | f | g | h |   |

En escacs, una casella d'escapament és una casella de l'escaquer cap a la qual un rei o una altra peça pot moure's en cas que sigui amenaçat. Per exemple, a la defensa Morphy, l'alfil blanc de caselles blanques sovint és amenaçat de ser tancat, i llavors les blanques acostumen a fer c3 per crear una casella d'escapament extra, via c2.
Una manera de salvar el rei d'un escac és moure'l a una casella d'escapament en el següent moviment (les altres són capturar la peça que fa l'escac o interposar una peça per bloquejar l'escac). Si el rei que rep l'escac no té caselles d'escapament, i no hi ha d'altres maneres d'escapar de l'escac, llavors és mat.
Una manera de guanyar material (és a dir, quedar al tauler amb més peces o peces de més valor que les del rival), és dominar una peça tot eliminant totes les seves caselles d'escapament (ja sigui atacant-les o ocupant-les), i llavors amenaçant de capturar-la.